# Im Si-wan
Im Si-wan (임시완?, Im Si-wanLR, Im Si-wanMR; Pusan, 1º dicembre 1988) è un cantante e attore sudcoreano, membro del gruppo musicale ZE:A e del suo sottogruppo ZE:A Five.

## Biografia
Im Si-wan nasce il 1º dicembre 1988 a Pusan, dove frequenta il liceo, e in seguito inizia a studiare presso il Woosong Information College.
Viene reclutato come tirocinante dalla Star Empire durante una visita al Chin Chin Song Festival nella sua città natale, entrando negli ZE:A dopo tre anni di pratica. Prima del loro debutto, avvenuto nel 2010 con l'EP Nativity, cambia legalmente il suo nome di battesimo, Woong-jae (임웅재), in Im Si-wan.
Esordisce come attore nel 2012 nel drama coreano Haereul pum-eun dal (Moon Embracing the Sun), interpretando Heo Yeom, tutore del principe ereditario, da giovane; sempre nello stesso anno, appare in Jeokdo-ui namja (Man from the Equator) e Standby. Nel 2013 ottiene la sua prima parte cinematografica nel film Byeonho-in (The Attorney): la pellicola diventa un successo commerciale, e Im Si-wan vince il premio come attore esordiente ai Max Movie Awards e al Marie Claire Film Festival, oltre a ricevere candidature agli Asian Film Awards, ai Baeksang Arts Awards, ai Buil Film Awards, ai Grand Bell Awards e ai Blue Dragon Film Awards.
Ritorna in televisione nel 2014, nelle serie Triangle e Misaeng.
Negli anni successivi continua a costruire una carriera solida sia nel cinema che in televisione. Nel 2024 e 2025 partecipa alla seconda e terza stagione di Squid Game, la celebre serie originale di Netflix, interpretando il Giocatore 333, ruolo che conferma la sua versatilità e lo consolida come uno degli attori più interessanti della sua generazione.

## Filmografia

### Cinema
- Byeonho-in (변호인), regia di Yang Woo-suk (2013)
- One Line (원라인?), regia di Yang Kyung-mo (2017)
- Emergency Declaration (비상선언?, Bisang seon-eonLR), regia di Han Jae-rim (2021)
- Unlocked, regia di Kim Tae-joon  (2023)

### Televisione
- Gomsa princess (검사 프린세스) – serie TV, episodio 2 (2010)
- Gyeolhonaejuse-yo (결혼해주세요) – serie TV, episodio 18 (2010)
- Gloria (글로리아) – serie TV (2010)
- Haereul pum-eun dal (해를 품은 달) – serie TV (2012)
- Jeokdo-ui namja (적도의 남자) – serie TV (2012)
- Standby (스탠바이) – serie TV (2012)
- Eungdaphara 1997 (응답하라 1997) – serie TV (2012)
- Ilmar-ui sunjeong (일말의 순정) – serie TV (2013)
- Yeon-aereul gidaehae (연애를 기대해), regia di Lee Eun-jin – miniserie TV (2013)
- Triangle (트라이앵글) – serie TV (2014)
- Misaeng (미생) – serie TV (2014)
- Wang-eun saranghanda (왕은 사랑한다?) – serie TV (2017)
- Ta-in-eun ji-og-ida (타인은 지옥이다?) – serie TV (2019)
- Run On (런 온?) – serie TV (2020)
- Trentanove (서른, 아홉?, Seoreun, ahopLR) – serie TV (2022) – cameo
- Squid Game (오징어게임?, Ojing-eo geimLR) – serie TV (2024-2025)

## Doppiatori italiani
Nelle versioni in italiano delle opere in cui ha recitato, Im Si-wan è stato doppiato da:
- Matteo Costantini in Squid Game
- Angelo Evangelista in Emergency Declaration

## Riconoscimenti
| Anno | Premio                                 | Categoria                 | Ricevente                                    | Risultato       |
| ---- | -------------------------------------- | ------------------------- | -------------------------------------------- | --------------- |
| 2012 | Mnet 20's Choice Awards                | 20's Booming Star         | Haereul pum-eun dal                          | Candidato/a     |
| 2012 | Korea Drama Awards                     | Best New Actor            | Haereul pum-eun dal                          | Candidato/a     |
| 2012 | MBC Drama Awards                       | Best New Actor            | Haereul pum-eun dal                          | Candidato/a     |
| 2012 | MBC Drama Awards                       | Popularity Award          | Haereul pum-eun dal                          | Candidato/a     |
| 2012 | MBC Entertainment Awards               | Best Newcomer in a Sitcom | Standby                                      | Vincitore/trice |
| 2013 | The Musical Awards                     | Best New Actor            | Joseph and the Amazing Technicolor Dreamcoat | Candidato/a     |
| 2014 | Max Movie Awards                       | Best New Actor            | Byeonho-in                                   | Vincitore/trice |
| 2014 | Asian Film Awards                      | Best Newcomer             | Byeonho-in                                   | Candidato/a     |
| 2014 | Marie Claire Film Awards               | Best New Actor            | Byeonho-in                                   | Vincitore/trice |
| 2014 | Baeksang Arts Awards                   | Best New Actor            | Byeonho-in                                   | Candidato/a     |
| 2014 | Baeksang Arts Awards                   | Best Fashionista Award    | Byeonho-in                                   | Vincitore/trice |
| 2014 | Buil Film Awards                       | Best New Actor            | Byeonho-in                                   | Candidato/a     |
| 2014 | Grand Bell Awards                      | Best New Actor            | Byeonho-in                                   | Candidato/a     |
| 2014 | Grand Bell Awards                      | Popular Star Award        | Byeonho-in                                   | Vincitore/trice |
| 2014 | Blue Dragon Film Awards                | Best New Actor            | Byeonho-in                                   | Candidato/a     |
| 2014 | Blue Dragon Film Awards                | Popular Star Award        | Byeonho-in                                   | Vincitore/trice |
| 2014 | Korean Film Actor's Association Awards | Popular Star Award        | Byeonho-in                                   | Vincitore/trice |
| 2014 | MBC Drama Awards                       | Best New Actor            | Triangle                                     | Vincitore/trice |
| 2015 | Cable TV Broadcasting Awards           | Best Actor                | Misaeng                                      | Vincitore/trice |
| 2015 | Asia Model Festival Awards             | Best Actor                | Misaeng                                      | Vincitore/trice |
| 2015 | Baeksang Arts Awards                   | Best New Actor (TV)       | Misaeng                                      | In attesa       |